# Эртогрул Челеби
Эртогрул Челеби (тур. Ertuğrul Çelebi, греч. Ορθογρούλης; род. 1376 — ум. 1392, 1393, 1399, 1400/01) — старший сын султана Баязида I.
Эртогрул был санджакбеем в Карасы, Сарухане и Айдыне. Участвовал в военных кампаниях Баязида I в Анатолии.
Погиб  в 1392 или 1393 году, сражаясь против Кади Бурханеддина, либо в Сивасе в 1399/1400 году, когда город захватил Тамерлан.

## Биография

### Происхождение и семья
Согласно Лаонику Халкокондилу, Эртогрул был старшим сыном османского султана Баязида I. Того же мнения придерживались историки Р. Ноллс, В. Менаж, Н. Йорга, Л. Кайапинар, но Ф. Брун называл Сулеймана старшим сыном султана.Историк Энтони Олдерсон — вслед за Исмаилом Бурсеви (1653—1725) — утверждал, что Эртогрул родился в 1376 году. По словам османского историка Шюкруллы, все сыновья султана (кроме Мехмеда I) были рождены рабынями («кирнак»), имена которых неизвестны.
Халкокондил утверждал, что у Эртогрула был сын «Ziches», вслед за ним это повторили Шарль Дюканж, и Энтони Олдерсон. И. Левенклау полагал, что сыновья Баязида Эртогрул и Мусульман — это Сулейман. Кроме того он утверждал, что такого члена семьи Османов как «Ziches» никогда не существовало.

### В западной Анатолии
Баязид I назначил Эртогрула санджакбеем в западной Анатолии после своего похода в 1389/90 году: на территории бейлика Айдынидов (Идрис Бидлиси, Саад-эд-Дин, Мехмед Сюрейя) или Саруханидов и Карасидов (Мехмед Нешри, Э. Д. Олдерсон). Ашикпашазаде утверждал, что сначала Эртогрул управлял территориями Саруханидов и Карасыидов, а потом к ним были добавлены территории Айдынидов. Согласно Ашикпашазаде и Нешри, кочевники из Сарухана, зимовали на равнине Менемен. Они не соблюдали запрет на добычу соли и султан приказал Эртугрулу изгнать их в Филибе. По словам И. Цинкейзена, бейлик Айдынидов был преобразован в санджак и отдан Эртугрулу в 1390 году, К. Жуков не датировал это событие, лишь уточнил, что к тому моменту последний правитель бейлика умер.
Весной 1392 года Баязид выступил в поход против беев Джандаридов. Эртогрул сопровождал отца. В битве при Кыркдилыме (у Чорума) османская армия потерпела поражение.
Э. Захариаду упомянула архивный документ, датированный 8 февраля 1398 года. Нотариус Джованни Барди заверил, что греческий житель Теолого Кир Михаил Пиллис и представитель «Herchogolbei Jhalabi», правителя Теолого, получили от губернатора Маоны Хиоса, Джованни Джустиниани де Фурнето, 562 золотых дукатов (дань Маоны правителю Теолого за 1396 год). Теолого — это Аясолук, один из центров территорий Айдынидов. Э. Захариаду утверждала, что имя правившего в 1398 году в Аясолуке Herchogolbei Jhalabi очень похоже на имя Эртугрула Челеби. Незадолго до 19 августа 1400 года «Herchogolbei Jhalabi» отправил посла на Крит. Он интересовался возможностью получить помощь венецианцев в борьбе за трон после смерти отца.

### В Сивасе
После смерти правителя Сиваса Кади Бурханеддина его сын обратился за помощью к Баязиду, поскольку Кара Юлук Осман осадил город. По словам Н. Йорги, султан послал одного из своих сыновей против Кара Юлука, а затем назначил Эртогрула управлять городом (вторая половина 1398 года). Халкокондил сообщал, что в 1400 году Тамерлан пересек границу османских территорий и подошел к Сивасу, который сдался после 18 дней осады. Укрепления города были снесены, множество жителей было уничтожено, другие были пленены и стали рабами. Халкокондил утверждал, что среди тех, кто попал в плен, был Эртогрул, руководивший обороной города. Ибн Арабшах писал, что в Сивасе находился Сулейман, который успел уехать из города до осады, Шильтбергер сообщал, что в Сивасе Баязид оставил Мехмеда, а Низамеддин Шами называл эмира, командовавшего обороной Сиваса, Мустафа.

### Смерть

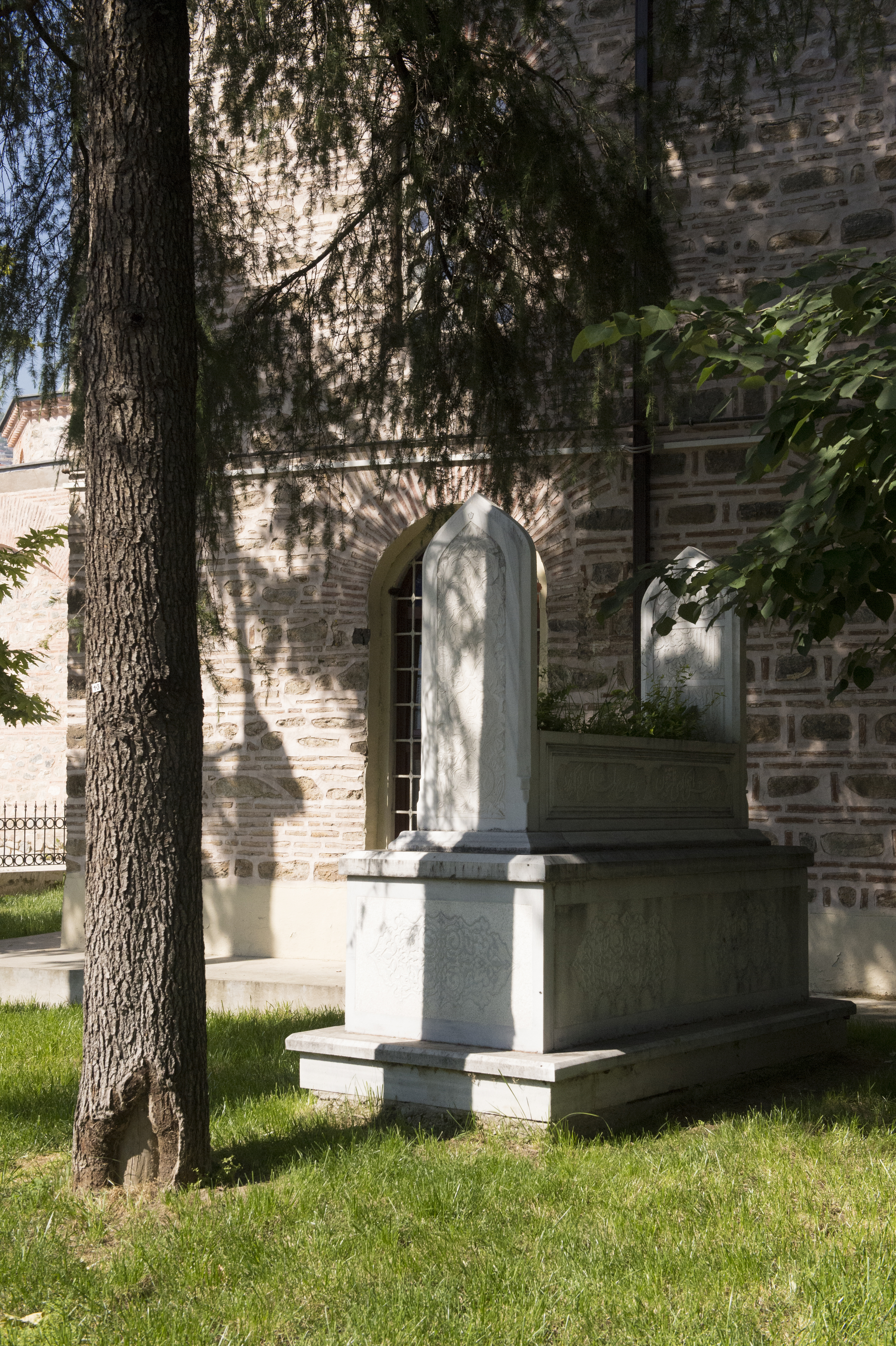
Захоронение Эртогрула.

По утверждению Мехмеда Нешри, Эртогрул погиб при жизни отца в битве с Кади Бурханеддином (в битве при Кыркдилыме в 1392/93 году). М. Х. Йинанч в первой редакции Исламской энциклопедии и В. Менаж в Энциклопедии ислама поддержали эту версию смерти Эртогрула, однако позже В. Менаж изменил мнение.
Османский историк Рухи Челеби (ум. 1522) в своей «Истории» утверждал, что Эртогрул погиб в 1400/01 году. Кемальпашазаде в рассказе об осаде Сиваса Тамерланом отметил, что в этом городе погиб шехзаде Эртугрул. Согласно Халкокондилу, Эртогрул попал в плен, а через несколько дней Тамерлан приказал казнить сына Баязида. Этрогрула привязали к лошади и пустили её вскачь. Султан был опечален гибелью сына. Однажды, услышав пастушескую мелодию, Баязид произнес: «О счастливый пастух, который не терял ни Эртогрула, ни Себастии». Р. Ноллс включил этот эпизод в «Общую историю турок», но прокомментировал так: «турки, сообщая о взятии Себастии, вообще не говорят об Ортобуле, но указывают, что он погиб за пять лет до этого от Кади Бурханеддина». Ф. Брун аналогично утверждал, что в арабских и персидских хрониках участие Эртогрула в защите Сиваса и его казнь Тамерланом не упоминаются.
Эртогрул похоронен у построенной им в Бурсе мечети.